# Морозостойкость (ботаника)
Морозостойкость, или морозоустойчивость растений, — способность растительных организмов выдерживать без повреждений крайние отрицательные температуры в течение зимнего периода. Исследование растений на холодоустойчивость и морозостойкость является одной из основных задач криобиологии.

## Классификация
Морозоустойчивость различают абсолютную, определяемую путём установления минимальных отрицательных температур, переносимых древесными растениями без повреждений; и относительную, оценивая способность растений выдерживать морозы в условиях конкретного района. В связи с чем древесное растение слабое или не морозостойкое по абсолютной шкале, может быть морозостойким по относительной шкале района с более мягким климатом. Колесниковым А. И. приведена следующая шкала абсолютной морозостойкости:
- 1 — весьма морозостойкие, переносящие понижение температуры (до −35-50 °С и ниже);
- 2 — морозостойкие, переносящие температуру до −25-35 °С;
- 3 — умеренной морозостойкости, переносящие температуру −15-25 °С;
- 4 — не морозостойкие, переносящие температуру до −10-15 °С в течение продолжительного времени;
- 5 — наименее морозостойкие, выдерживающие лишь кратковременные понижения температуры не ниже −10 °С.

Помимо абсолютной шкалы для каждого района (региона) может быть своя шкала относительной морозостойкости, учитывающая климатические особенности конкретного региона.
Морозостойкость устанавливается путём ежегодного обследования опытных растений на наличие морозобойных трещин и других повреждений, вызванных крайне низкими температурами, а также их сопоставление с численными значениями минимальных температур.